# Ekornavallen

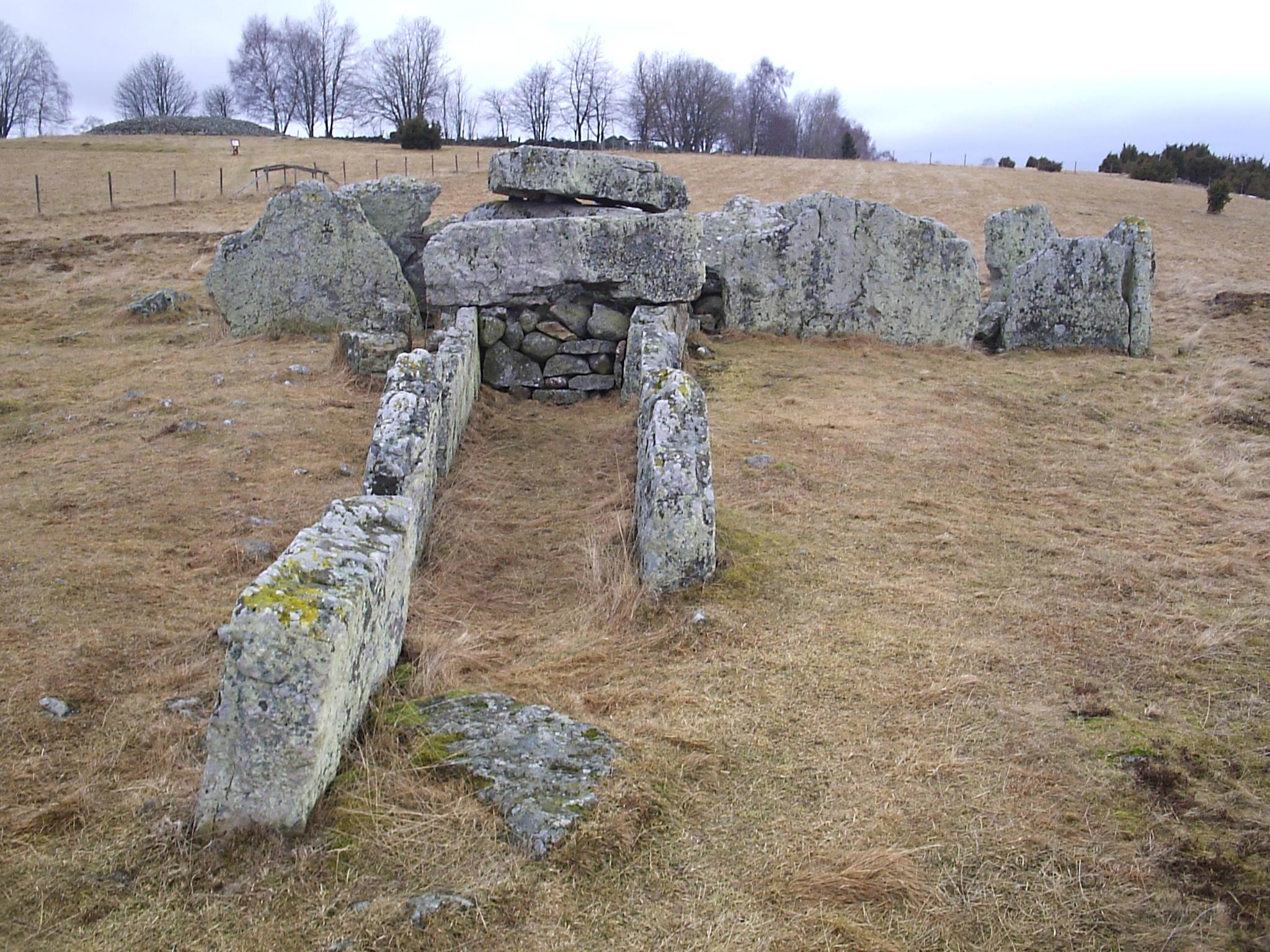
Ekornavallen med gånggriften Girommen i förgrunden och ett gravröse till vänster i bakgrunden.

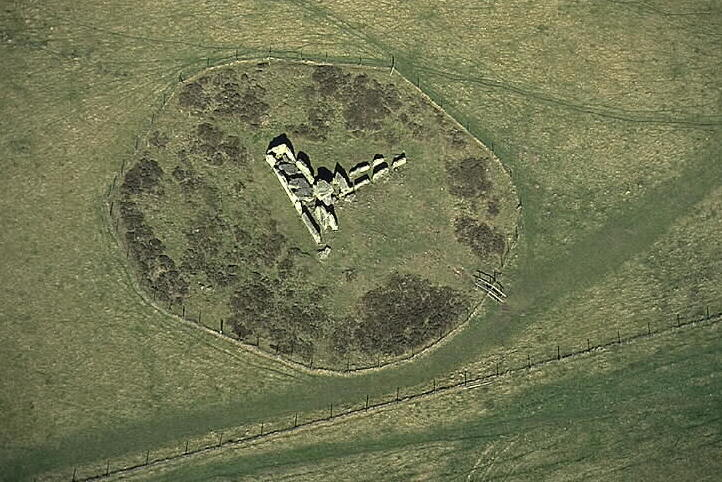
Flygbild över gånggriften Girommen.

Ekornavallen är ett av Västergötlands märkligaste fornminnesområden, beroende på variationen av fornminnen i tid och typ. Det är beläget i Hornborga socken i Falköpings kommun, intill landsvägen mellan Falköping och Varnhem. 
På Ekornavallen finns fem stenkammargravar från bondestenåldern bestående av fyra gånggrifter och en förmodad hällkista, vidare två gravrösen från äldre bronsåldern, samt sjutton stensättningar, en treudd, två domarringar och åtta resta stenar, alla sannolikt från järnåldern. På stenkammargravarnas takblock och på de resta stenarna finns tretton skålgropsförekomster med sammanlagt närmare 300 skålgropar. I området österut finns även spår av fossil åkermark i form av ryggade åkrar från järnåldern. Ekornavallen har med andra ord varit i bruk som kultplats, kontinuerligt eller i varje fall periodvis, i minst 4300 år.
Det säregna är inte i första hand att många olika typer av forntida gravar förekommer nära varandra, vilket kan tyckas vara ofrånkomligt i ett så kulturellt rikt område som vad Falbygden utgör, utan det mest förvånande är att det inte har förekommit någon bebyggelse här under historisk tid förrän på 1700-talet. Ekornavallen var utmarkerna till Hornborga by ett par kilometer härifrån och så var det sannolikt även under järnåldern. Det skulle innebära att järnålderns gravar inte har placerats nära någon bebyggelse, vilket man ofta anser ha varit fallet i övrigt i landet. 

## Gånggriften Girommen

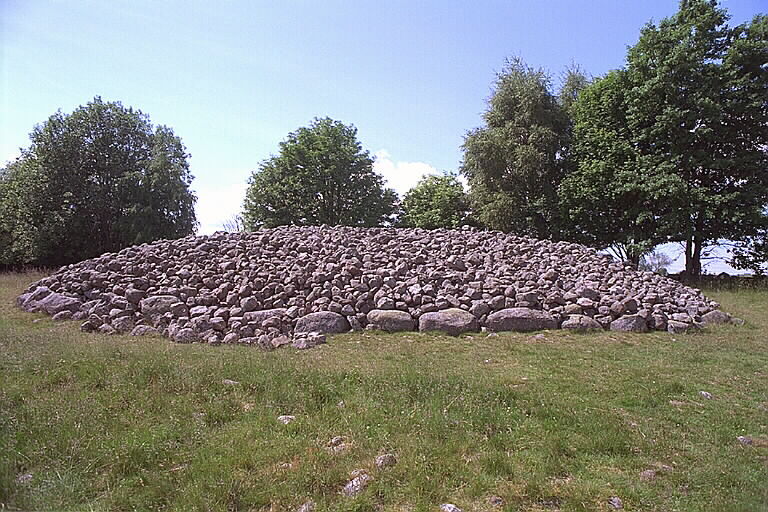
Röse.

Den största av gånggrifterna kallas Girommen, som betyder jättekvinnans ugn, vilket är en folkligt försök till förklaring av vad det är. Kammaren är byggd av sandsten med undantag av nyckelstenen som är av granit, sannolikt hitkommet som flyttblock från Närke under istiden. Gången har karmstenar, som dock är skymda efter den moderna fyllnad av stenblock som utfördes i avsikt att förhindra att olyckor kan inträffa i händelse av att takstenar brister och faller ner.
Kammaren är placerad exakt i nord-sydlig riktning, vilket kräver en mycket noggrann uppmätning för att inte få någon avvikelse alls. Till detta kommer att gången löper exakt vinkelrätt och 90° gentemot kammaren och således pekar rakt österut, där solen går upp vid vårdagjämning och höstdagjämning, men denna effekt uteblir eftersom Brunnhemsberget ligger i vägen och medför att solen inte syns förrän den hunnit upp ett stycke på himlen längre söderut.

### Utgrävningar

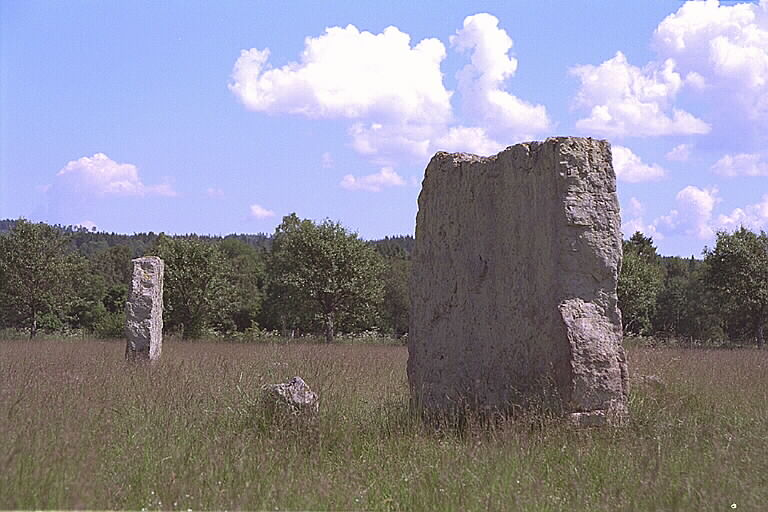
Resta stenar.

Då Girommen restaurerades, ett arbete företaget av ingenjören Gillis Olsson och fil.lic. Erik B. Lundberg, hittades i den hälften av en tunnbladig mejsel av grå flinta, bredsidorna välvda och sidokanterna slipade i fasett. Denna upptäckt daterar fyndet ganska väl till stenåldern, troligen senare delen. För övrigt hittades vid samma projekt fyra trasiga pärlor av bärnsten som tyder på hög status och sex krukskärvor, alla grova och utan ornering.
Vid restaureringsarbeten av olika hällkistor och en gånggrift hittades bland annat en spånkniv av flinta, som fanns i en hällkista, och ett enkelt flintspån, eventuellt från Girommen. Även denna restaurering utfördes av samme E.B. Lundberg. Alla gravar är dock inte från stenåldern. Då en gravhög undersöktes och restaurerades av Gunnar Westin så tidigt som år 1944 hittades ett ensamt föremål; ett i tretton bitar söndersprucket föremål, liknande en platta med 1-3,5 centimeter stora bitar.

## Ekornavallens vänner
Ekornavallens vänner är en historisk förening som värnar om den unika forntidshistorien. Föreningen bildades redan på 1940-talet och har som uppgift att skapa intresse för vallens forntidshistoria.